# Commersonia craurophylla
Commersonia craurophylla là một loài thực vật có hoa trong họ Cẩm quỳ. Loài này được (F.Muell.) F.Muell. mô tả khoa học đầu tiên năm 1882.